# Abadía de Maredsous

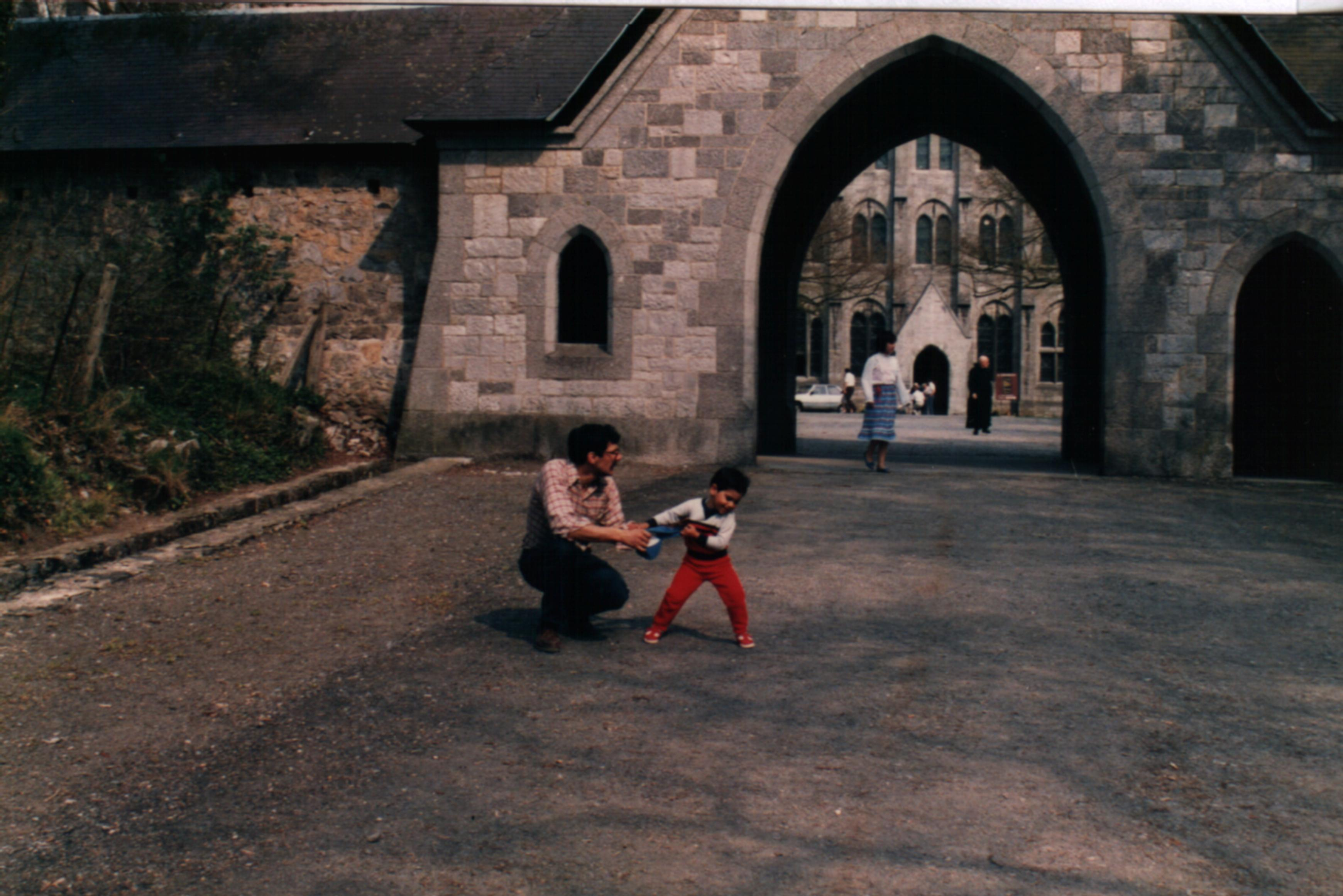
Abadía de Maredsous.

La abadía de Maredsous es un monasterio benedictino del siglo XIX, situado en Anhée, Provincia de Namur, Bélgica.

## Fundación
Fue fundada el 15 de octubre de 1872 por un monje belga, Hildebrand de Hemptinne, que más tarde fue abad de la abadía. Su tercer abad fue el conocido Dom Columba Marmion, declarado beato en el año 2000.
La construcción fue sostenida financieramente por la familia Desclée que deseaba una grandiosa construcción. Los trabajos fueron encargados al arquitecto Jean-Baptiste Béthune (1831-1894), líder en Bélgica del estilo neogótico. El plan del conjunto está basado en la abadía cisterciense de Villers-la-Ville en el Brabante valón (siglo XIII). La construcción fue finalizada -20 años más tarde- en 1892.

### Productos
La abadía de Maredsous es famosa por su cerveza y sus quesos. En el siglo XX se ha destacado por sus traducciones bíblicas.

### Revue Bénédictine
Los monjes de la abadía de Maredsous editan desde 1884 la Revue bénédictine, una prestigiosa revista académica de historia y literatura eclesiásticas.